# Vassacyon
Vassacyon es un género extinto de la familia Miacidae que vivió en América del Norte y en Europa occidental. Contiene dos especies americanas y una europea. Es considerado el mamífero más grande del Eoceno Inferior.